# Телігі
Телігі (рос. Телиги) — село у Мегіно-Кангалаському улусі Республіки Сахи Російської Федерації.
Населення становить 531 особу. Належить до муніципального утворення Нахаринський 1-й наслег.

## Географія

### Клімат
| Клімат Телігі             | Клімат Телігі | Клімат Телігі | Клімат Телігі | Клімат Телігі | Клімат Телігі | Клімат Телігі | Клімат Телігі | Клімат Телігі | Клімат Телігі | Клімат Телігі | Клімат Телігі | Клімат Телігі | Клімат Телігі |
| Показник                  | Січ.          | Лют.          | Бер.          | Квіт.         | Трав.         | Черв.         | Лип.          | Серп.         | Вер.          | Жовт.         | Лист.         | Груд.         | Рік           |
| Середній максимум, °C     | −37,3         | −29,5         | −13,4         | 0,9           | 12,8          | 22,4          | 25,3          | 21,5          | 11,5          | −3,7          | −24,3         | −35,2         | −4            |
| Середня температура, °C   | −41,2         | −35,4         | −21,7         | −6,3          | 6,5           | 15,4          | 18,4          | 14,9          | 5,9           | −8,4          | −28,9         | −39,1         | −9            |
| Середній мінімум, °C      | −45           | −41,2         | −29,9         | −13,5         | 0,2           | 8,4           | 11,6          | 8,3           | 0,4           | −13           | −33,5         | −42,9         | −15           |
| Норма опадів, мм          | 11            | 8             | 7             | 11            | 23            | 43            | 47            | 45            | 34            | 22            | 17            | 13            | 281           |
| ------------------------- | ------------- | ------------- | ------------- | ------------- | ------------- | ------------- | ------------- | ------------- | ------------- | ------------- | ------------- | ------------- | ------------- |
| Джерело: climate-data.org |               |               |               |               |               |               |               |               |               |               |               |               |               |

## Історія
Згідно із законом від 30 листопада 2004 року органом місцевого самоврядування є Нахаринський 1-й наслег.

## Населення
| 2002 | 2010 | 2012 | 2013 | 2014 | 2015 | 2016 |
| ---- | ---- | ---- | ---- | ---- | ---- | ---- |
| 585  | ↘534 | ↘529 | ↗531 | ↘529 | ↗538 | →538 |
| 2017 | 2018 |      |      |      |      |      |
| ↗543 | ↘531 |      |      |      |      |      |